# Piret Pääsuke
Piret Pääsuke (* 3. Dezember 1959 in Tallinn) ist eine estnische Literaturübersetzerin.

## Leben
Piret Pääsuke machte 1978 Abitur im Deutschen Gymnasium Kadriorg in Tallinn und studierte Germanistik und Weltliteratur an der Universität Tartu. Ihre Diplomarbeit über Übersetzungstheorie auf Grund der vergleichenden Übersetzungsanalyse Deutsch-Estnisch verteidigte sie 1984. 1987–2024 arbeitete sie als Redakteurin der Literatursendungen im Estnischen Rundfunk. Mit dem Übersetzen der literarischen Werken begann sie ebenso am Ende der 1980er.
Piret Pääsuke ist seit 2012 Mitglied der Literaturübersetzersektion des Estnischen Schriftstellerverbandes.

## Auswahl von Übersetzungen ins Estnische
- Hermann Hesse: Der Traum ohne Ende (Märchen, Autobiografisches). Eesti Raamat, Tallinn 1990.
- Christoph Hein: Napoleon-Spiel. Eesti Raamat, Tallinn 1994.
- Johannes Mario Simmel: Affäre Nina B. Eesti Raamat, Tallinn 1995.
- Hera Lind: Ein Mann für jede Tonart. Eesti Raamat, Tallinn 1997.
- Ingrid Noll: Die Apothekerin. Eesti Raamat, Tallinn 2001.
- Ingrid Noll: Röslein rot. Eesti Raamat, Tallinn 2002.
- Martin Suter: Der Teufel von Mailand. Eesti Raamat, Tallinn 2007.
- Martin Suter: Montecristo. Eesti Raamat, Tallinn 2016.
- Julia Franck: Die Mittagsfrau. Eesti Raamat, Tallinn 2009.
- Arthur Schnitzler: Liebe und Tod in Wien (Novellen). Eesti Raamat, Tallinn 2009.
- Leonie Swann: Glennkill. Atlex, Tartu 2009.
- Kathrin Schmidt: Du stirbst nicht. Eesti Raamat, Tallinn 2010.
- Daniel Glattauer: Gut gegen Nordwind. Varrak, Tallinn 2011.
- Daniel Glattauer: Ewig Dein. Varrak, Tallinn 2012.
- Pascal Mercier: Nachtzug nach Lissabon. Eesti Raamat, Tallinn 2012.
- Thomas Hettche: Die Liebe der Väter. Eesti Raamat, Tallinn 2013.
- Thomas Hettche: Pfaueninsel. Eesti Raamat, Tallinn 2016.
- Timur Vermes: Er ist wieder da. Kunst, Tallinn 2013.
- David Wagner: Leben. Hea Lugu, Tallinn 2014.
- Robert Seethaler: Der Trafikant. Varrak, Tallinn 2015.
- Robert Seethaler: Ein ganzes Leben. Hea Lugu, Tallinn 2017.
- Hans Platzgumer: Am Rand. Toledo, Tartu 2017.
- Christine Nöstlinger: Konrad oder Das Kind aus der Konservenbüchse. Pegasus, Tallinn 2017.
- Gerhart Hauptmann: Der Ketzer von Soana. Phantom. Eesti Raamat, Tallinn 2018.
- Erich Kästner: Emil und die Detektive. Eesti Raamat, Tallinn 2018.
- Daniel Kehlmann: Tyll. Hea Lugu, Tallinn 2019.
- Mirko Bonné: Lichter als der Tag. Eesti Raamat, Tallinn 2019.
- Daniel Wisser: Königin der Berge. Tänapäev, Tallinn 2019.
- Uwe Laub: Sturm. Ühinenud Ajakirjad, Tallinn 2019.
- Bernhard Schlink: Sommerlügen. Ersen, Tallinn 2020.
- Benedict Wells: Vom Ende der Einsamkeit. Rahva Raamat, Tallinn 2021.
- Ferdinand von Schirach: Der Fall Collini. Eesti Raamat, Tallinn 2021.
- Erich Kästner: Der Gang vor die Hunde. Eesti Raamat, Tallinn 2022.
- Ewald Arenz: Der große Sommer. Varrak, Tallinn 2023.
- Stefan Zweig: Jüdische Erzählungen und Legenden. Hea Lugu, Tallinn 2023.
- Ewald Arenz: Die Liebe an miesen Tagen. Varrak, Tallinn 2025.
- Markus Thielemann: Von Norden rollt ein Donner. Eesti Raamat, Tallinn 2025.

## Übersetzungen auf der Bühne
- Daniel Glattauer „Gut gegen Nordwind“: Theater Vanemuine, Regisseur Rein Pakk, Uraufführung im September 2013
- Daniel Glattauer „Die Wunderübung“: Stadttheater Tallinn, Regisseur Peeter Tammearu, Uraufführung im Januar 2019
- Franz Lehár/Liberetto Robert Bodanzky, Alfred Maria Willner „Der Graf von Luxemburg“: Nationaloper Estonia, Regisseur Thomas Mika, Uraufführung im Januar 2020
- Ferdinand von Schirach „Terror“: Theater Vanemuine, Regisseur Andres Noormets, Uraufführung im September 2021
- Daniel Glattauer "Gut gegen Nordwind": Karlova Theater, Regisseur Rein Pakk, Uraufführung im Dezember 2024

## Auszeichnungen
- 2011: Übersetzungsprämie des Österreichischen Bundesministeriums für Unterricht, Kunst und Kultur für die Übersetzung des Romans „Gut gegen Nordwind“ von Daniel Glattauer.
- 2014: Übersetzungsprämie des Österreichischen Bundesministeriums für Unterricht, Kunst und Kultur für die Übersetzung des Romans „Ewig Dein“ von Daniel Glattauer.
- 2016: Übersetzungsprämie der Republik Österreich für die Übersetzung des Romans „Der Trafikant“ von Robert Seethaler.
- 2017: Übersetzungsprämie der Republik Österreich für die Übersetzung des Buches „Konrad oder Das Kind aus der Konservenbüchse“ von Christine Nöstlinger.
- 2019: Übersetzungsprämie der Republik Österreich für die Übersetzung des Romans „Tyll“ von Daniel Kehlmann.
- 2024: Übersetzungsprämie der Republik Österreich für die Übersetzung des Sammelbandes "Jüdische Erzählungen und Legenden" von Stefan Zweig

| Personendaten    | Personendaten                   |
| ---------------- | ------------------------------- |
| NAME             | Pääsuke, Piret                  |
| KURZBESCHREIBUNG | estnische Literaturübersetzerin |
| GEBURTSDATUM     | 3. Dezember 1959                |
| GEBURTSORT       | Tallinn                         |